# Список птахів Нової Зеландії
Список птахів Нової Зеландії - список птахів, що трапляються у Новій Зеландії . Всього налічується 342 види, в тому числі 70 ендемічних, 10 вимерлих та 40 інтродукованих.

## Теги
У списку використані такі позначення: 
- (I) - інтродуковані
- (Е) - ендеміки
- (W) - вимерлі
- (S) - трапляються спорадично або рідко

## Ківіподібні(Apterygiformes)

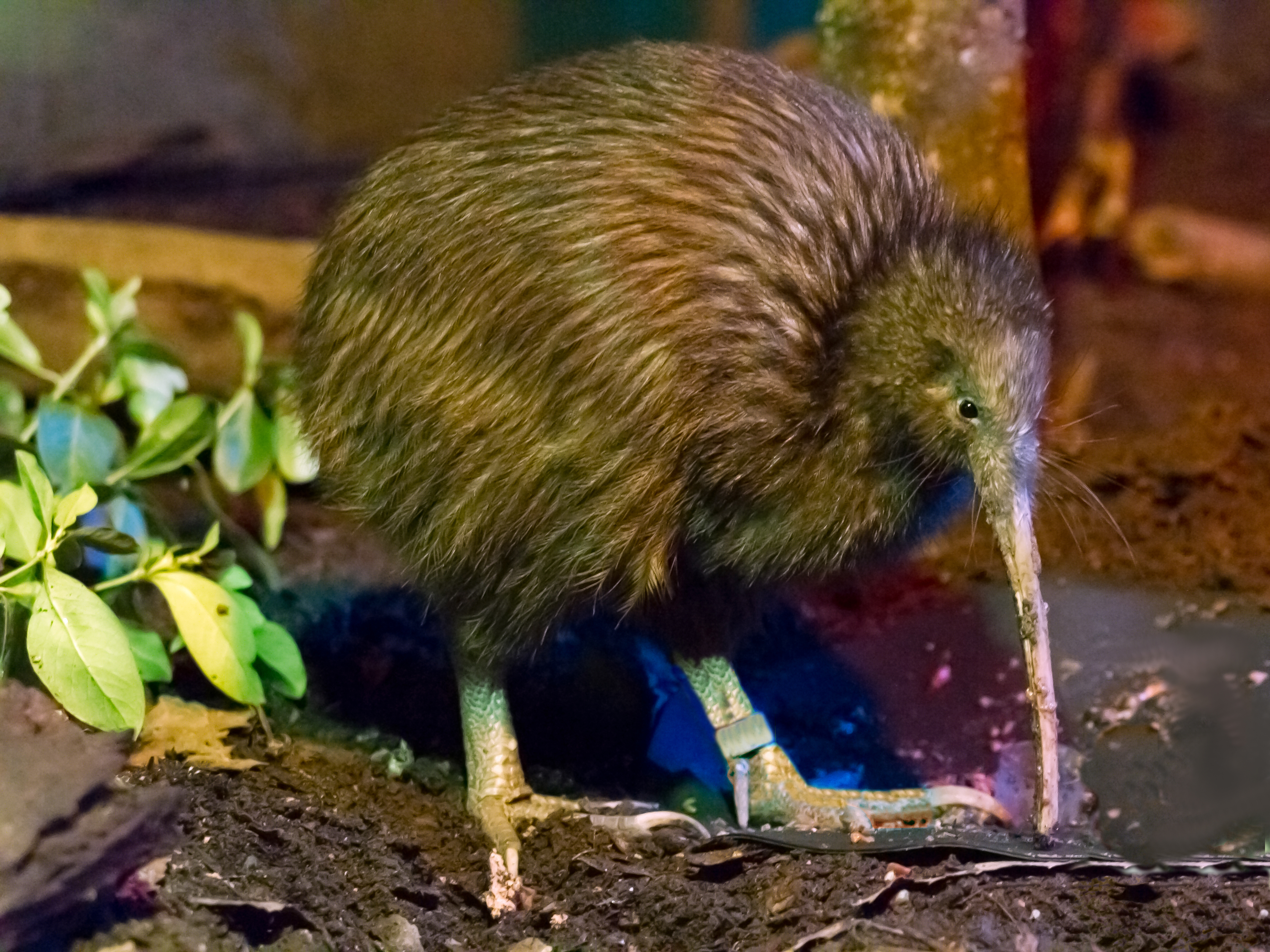
Apteryx mantelli

Ківі — ендемічна родина, яка включає 5 видів.
- Ківі бурий, Apteryx australis (E)
- Apteryx mantelli (E)
- Apteryx rowi (E)
- Ківі малий, Apteryx owenii (E)
- Ківі сірий, Apteryx haastii (E)

## Куроподібні(Galliformes)

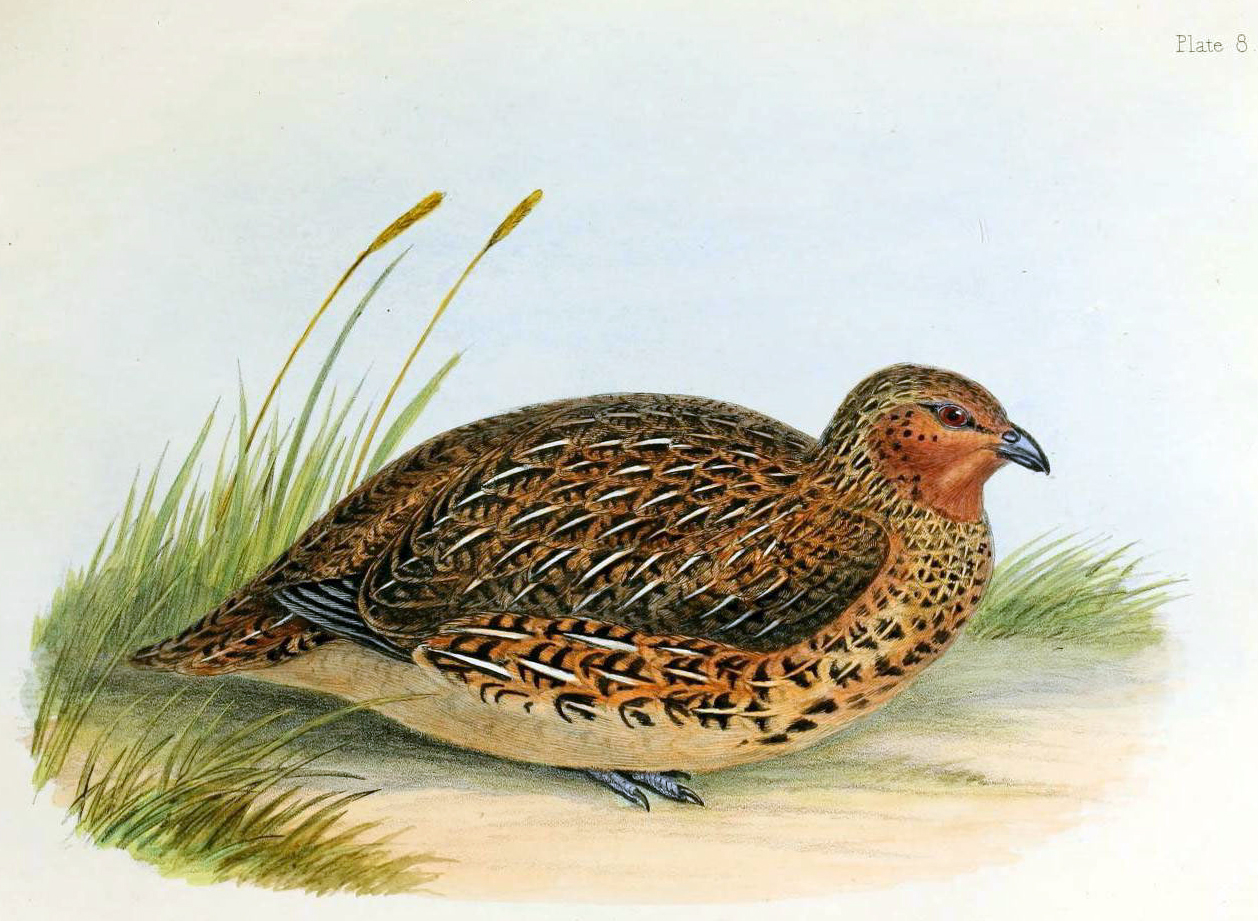
Coturnix novaezelandiae

В Новій Зеландії трапляється 11 видів, але лише один вид є аборигенним, до того ж вимерлим, інші види завезені людиною.
Цесаркові (Numididae)
- Цесарка звичайна, Numida meleagris (I)

Токрові (Odontophoridae)
- Перепелиця каліфорнійська, Callipepla californica (I)
- Перепелиця віргінська, Colinus virginianus (I)

Фазанові (Phasianidae)
- Індичка дика, Meleagris gallopavo (I)
- Кеклик азійський, Alectoris chukar (I)
- Кеклик червононогий, Alectoris rufa (I)
- Куріпка сіра, Perdix perdix (I)
- Перепілка новозеландська, Coturnix novaezelandiae (E, W)
- Перепілка бура, Coturnix ypsilophora (I)
- Фазан звичайний, Phasianus colchicus (I)
- Павич звичайний, Pavo cristatus (I)

## Гусеподібні(Anseriformes)

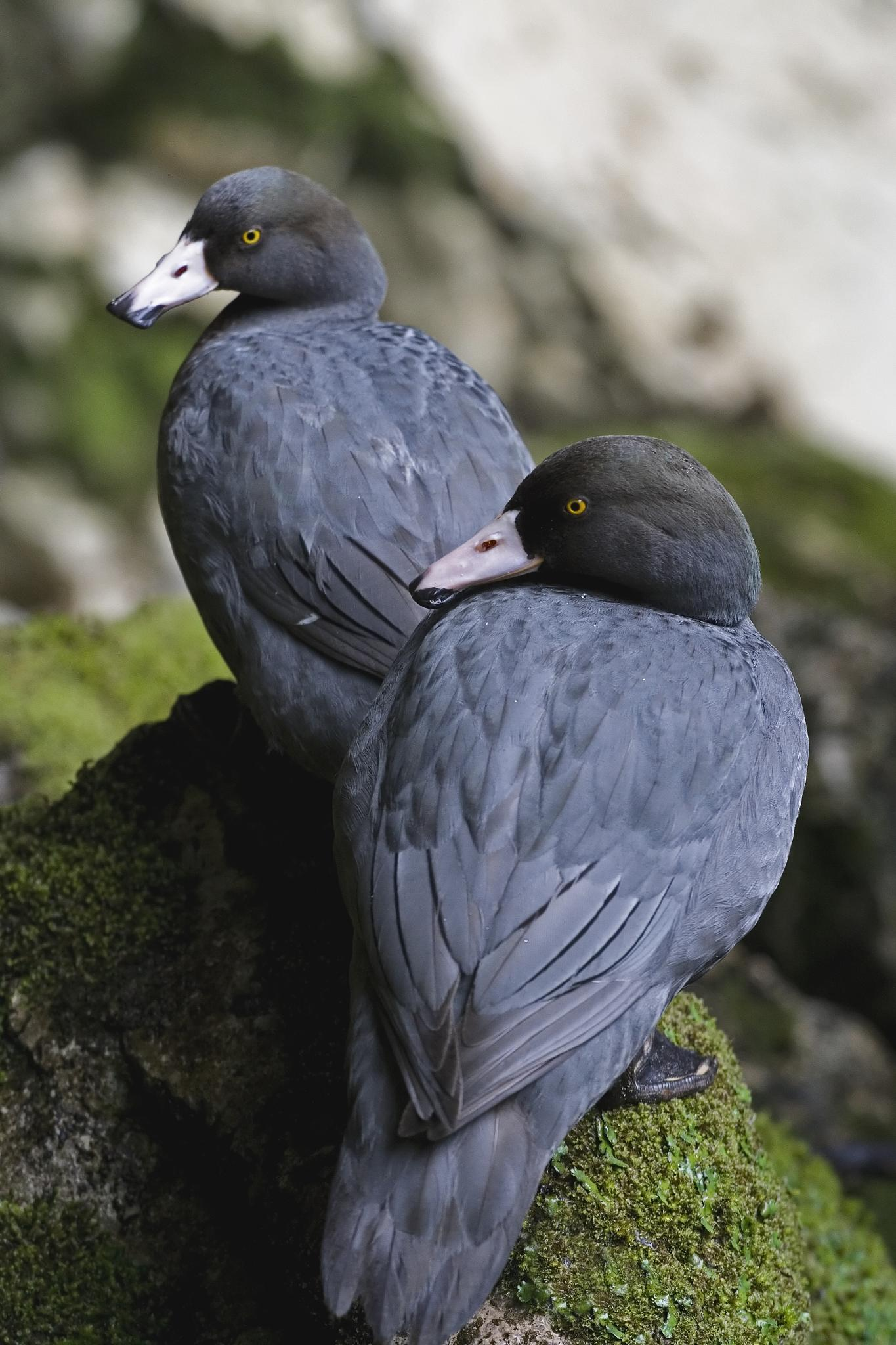
Hymenolaimus malacorhynchos

В Нові Зеландії трапляється 23 види гусеподібних.
Качкові (Anatidae)
- Свистач австралійський, Dendrocygna eytoni (S)
- Гуска тасманійська, Cereopsis novaehollandiae (S)
- Гуска сіра, Anser anser (I)
- Казарка канадська, Branta canadensis (I)
- Лебідь чорний, Cygnus atratus (I)
- Лебідь-шипун, Cygnus olor (I)
- Новозеландська качка, Hymenolaimus malacorhynchos (E)
- Галагаз австралійський, Tadorna tadornoides (S)
- Галагаз мінливий, Tadorna variegata (E)
- Качка гриваста, Chenonetta jubata (S)
- Крижень, Anas platyrhynchos (I)
- Крижень австралійський, Anas superciliosa
- Широконіска австралійська, Spatula rhynchotis (S)
- Широконіска, Anas clypeata (S)
- Чирянка світлогорла, Anas gracilis
- Чирянка австралійська, Anas castanea (S)
- Чирянка каштанововола, Anas chlorotis (E)
- Чирянка новозеландська, Anas aucklandica (E)
- Чирянка острівна, Anas nesiotis (E)
- Чернь австралійська, Aythya australis (S)
- Чернь новозеландська, Aythya novaeseelandiae (E)
- Крех оклендський, Mergus australis (W, E)

## Пінгвінові(Sphenisciformes)

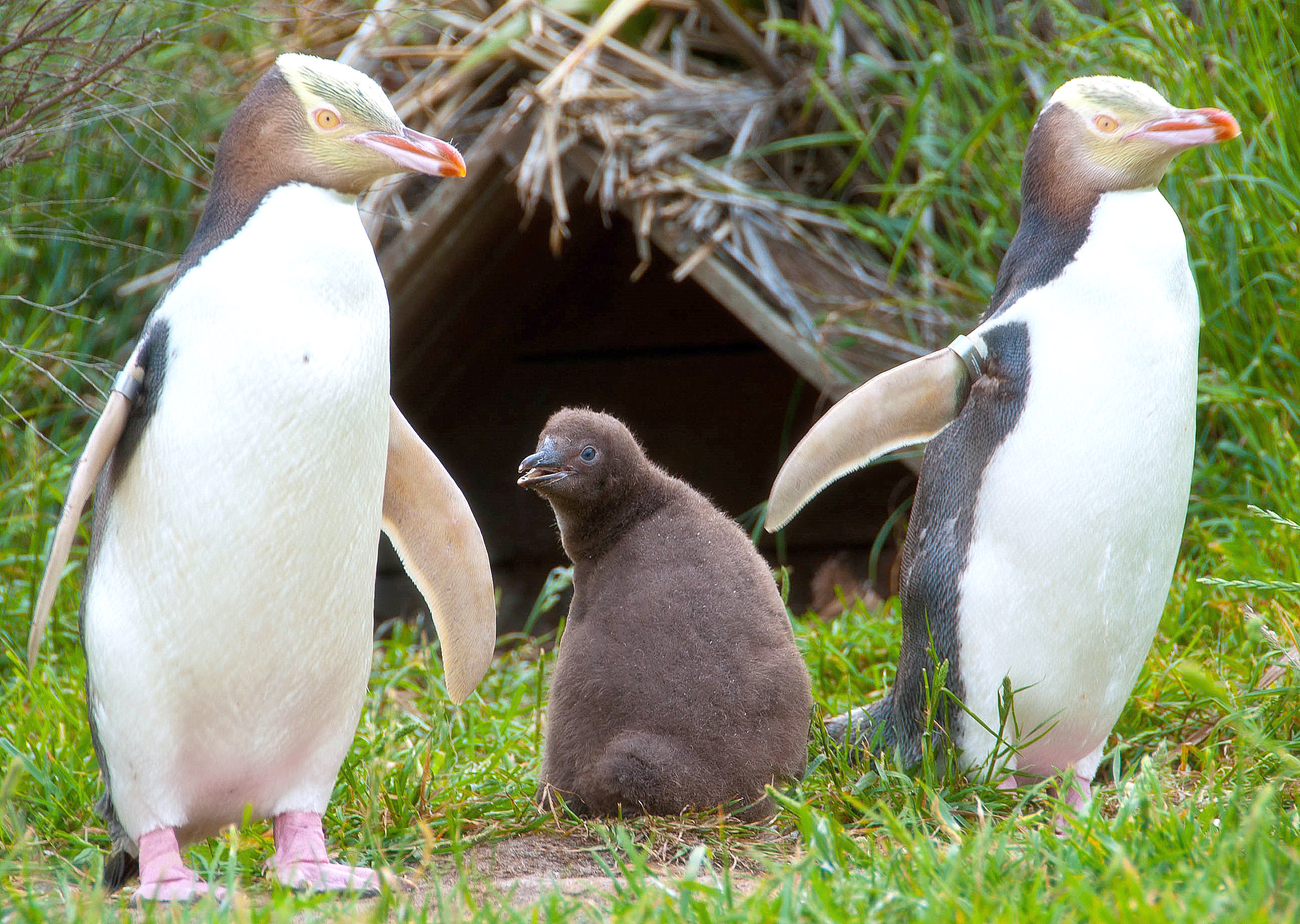
Пінгвін жовтоокий, Megadyptes antipodes

В Новій Зеландії поширені 14 видів пінгвінів.
- Пінгвін королівський, Aptenodytes patagonicus
- Пінгвін імператорський, Aptenodytes forsteri (S)
- Пінгвін-шкіпер, Pygoscelis papua (S)
- Пінгвін Аделі, Pygoscelis adeliae (S)
- Пінгвін антарктичний, Pygoscelis antarcticus (S)
- Пінгвін новозеландський, Eudyptes pachyrhynchus (E)
- Пінгвін великий, Eudyptes robustus (S)
- Пінгвін прямочубий, Eudyptes sclateri
- Пінгвін чубатий, Eudyptes chrysocome (S)
- Пінгвін білогорлий, Eudyptes schlegeli (S)
- Пінгвін золотоволосий, Eudyptes chrysolophus (S)
- Пінгвін жовтоокий, Megadyptes antipodes (E)
- Пінгвін малий, Eudyptula minor
- Пінгвін магеланський, Spheniscus magellanicus (S)

## Буревісникоподібні(Procellariiformes)

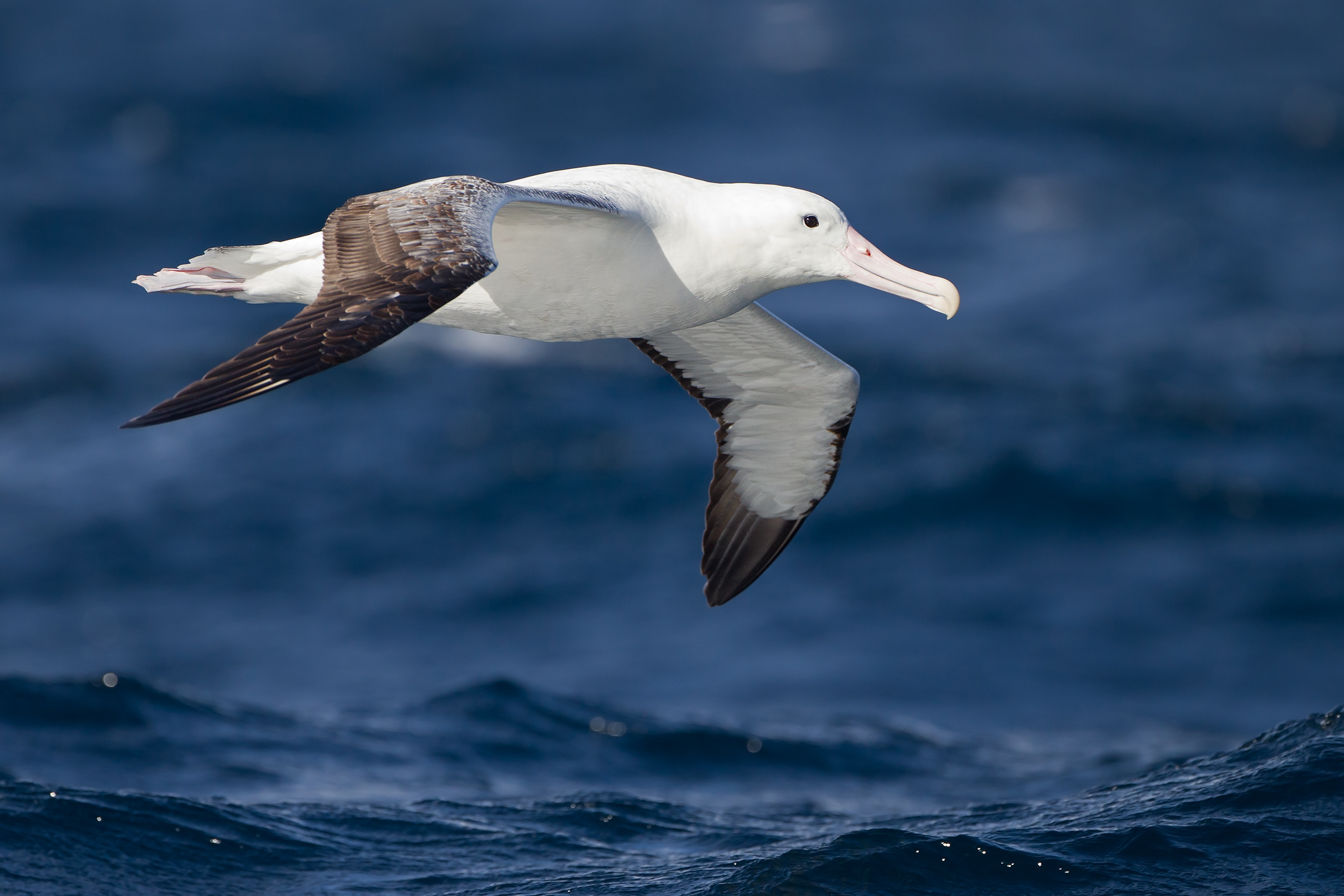
Альбатрос королівський, Diomedea epomophora

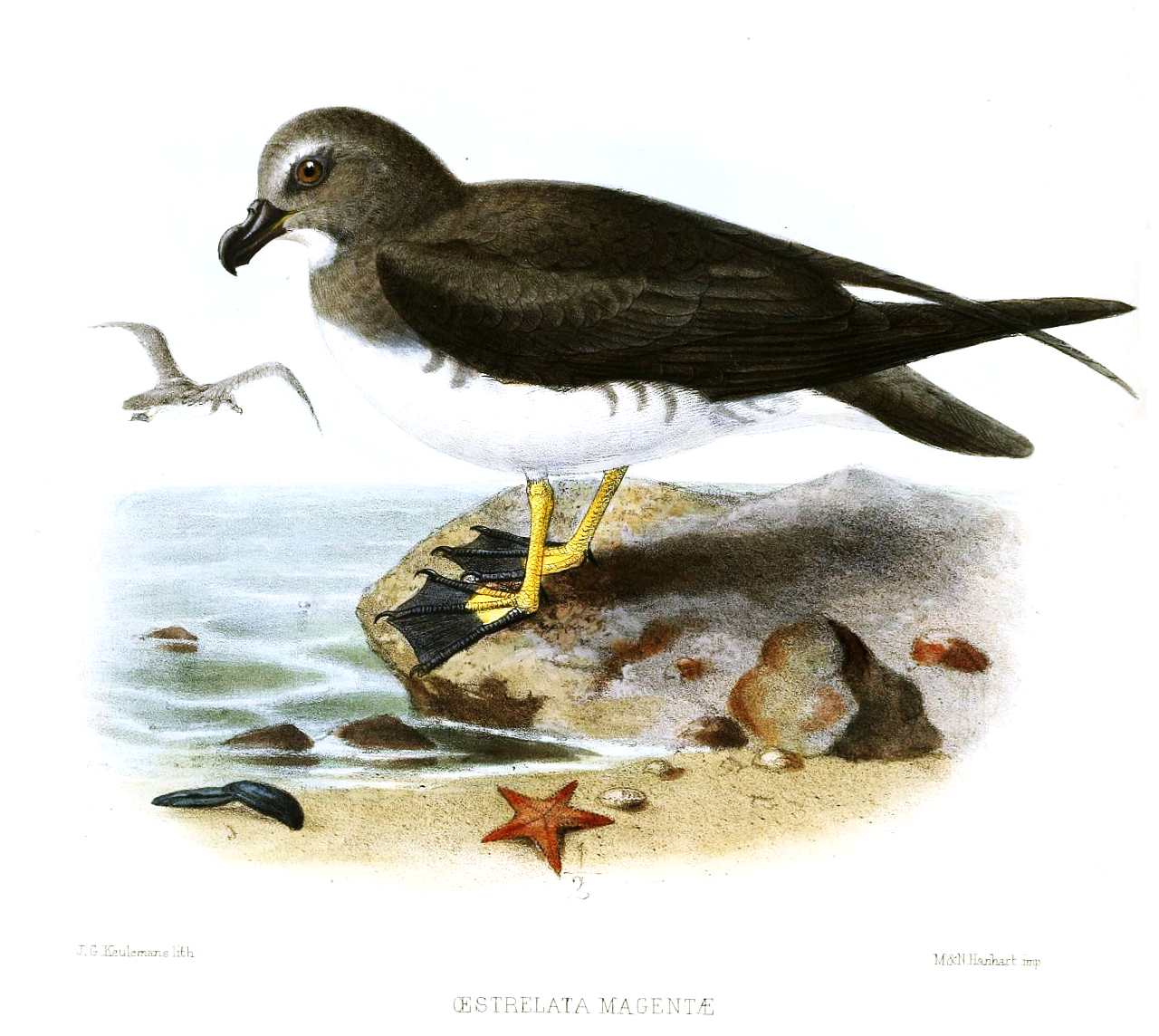
Pterodroma magentae

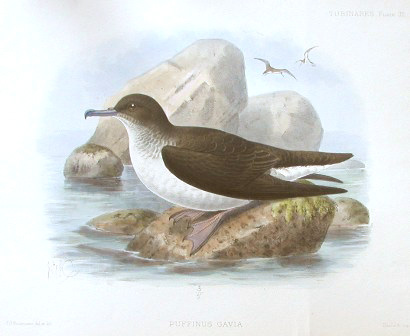
Puffinus gavia

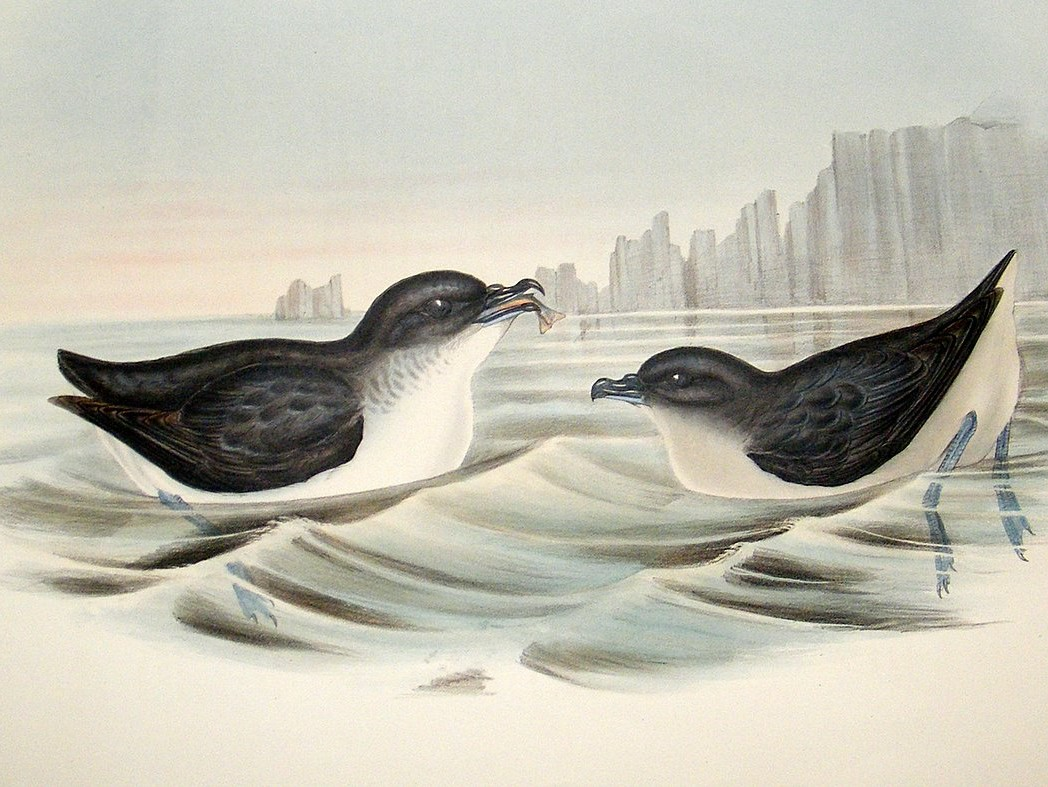
Пуфінур великий, Pelecanoides urinatrix

В Новій Зеландії трапляється 65 видів буревісникоподібних.
Альбатросові (Diomedeidae)
- Альбатрос королівський, Diomedea epomophora
- Альбатрос мандрівний, Diomedea exulans
- Альбатрос бурий, Phoebetria fusca (S)
- Альбатрос довгохвостий, Phoebetria palpebrata
- Альбатрос смугастодзьобий, Phalassarche chlororhynchos
- Альбатрос сіроголовий, Thalassarche chrysostoma
- Альбатрос чорнобровий, Thalassarche melanophrys
- Альбатрос Буллера, Thalassarche bulleri
- Альбатрос сірощокий, Thalassarche cauta

Буревісникові (Procellariidae)
- Буревісник гігантський, Macronectes giganteus
- Буревісник велетенський, Macronectes halli
- Буревісник південний, Fulmarus glacialoides
- Буревісник антарктичний, Thalassoica antarctica (S)
- Пінтадо, Daption capense
- Буревісник білий, Pagodroma nivea
- Буревісник блакитний, Halobaena caerulea
- Пріон широкодзьобий, Pachyptila vittata
- Пріон малий, Pachyptila salvini
- Пріон антарктичний, Pachyptila desolata
- Пріон тонкодзьобий, Pachyptila belcheri
- Пріон сніжний, Pachyptila turtur
- Пріон товстодзьобий, Pachyptila crassirostris (V)
- Тайфунник кергеленський, Aphrodroma brevirostris
- Тайфунник довгокрилий, Pterodroma macroptera
- Тайфунник білоголовий, Pterodroma lessonii
- Тайфунник північний, Pterodroma gouldi
- Тайфунник Соландра, Pterodroma solandri (S)
- Тайфунник новозеландський, Pterodroma magentae (E)
- Тайфунник м'якоперий, Pterodroma mollis
- Тайфунник тихоокеанський, Pterodroma externa (S)
- Тайфунник кермадецький, Pterodroma neglecta
- Тайфунник макронезійський, Pterodroma alba (S)
- Тайфунник макаулійський, Pterodroma cervicalis (S)
- Тайфунник австралійський, Pterodroma nigripennis
- Тайфунник чатамський, Pterodroma axillaris (E)
- Тайфунник білолобий, Pterodroma leucoptera (S)
- Тайфунник Кука, Pterodroma cookii (E)
- Тайфунник Штейнегера, Pterodroma longirostris (S)
- Тайфунник кліфовий, Pterodroma pycrofti (E)
- Тайфунник таїтійський, Pseudobulweria rostrata (S)
- Буревісник сірий, Procellaria cinerea
- Буревісник білогорлий, Procellaria aequinoctialis
- Буревісник чорний, Procellaria parkinsoni
- Буревісник новозеландський, Procellaria westlandica (E)
- Буревісник середземноморський, Calonectris diomedea (E)
- Буревісник острівний, Puffinus nativitatis (S)
- Puffinus pacificus (S)
- Puffinus bulleri (E)
- Буревісник малий, Puffinus puffinus (S)
- Буревісник гавайський, Puffinus auricularis (S)
- Буревісник австралійський, Puffinus gavia
- Буревісник Гутона, Puffinus huttoni (E)
- Буревісник-крихітка каприкорновий, Puffinus assimilis
- Буревісник сивий, Puffinus griseus
- Буревісник тонкодзьобий, Puffinus tenuirostris
- Puffinus creatopus, Puffinus creatopus (S)
- Puffinus carneipes, Puffinus carneipes

Качуркові (Hydrobatidae)
- Океанник Вільсона, Oceanites oceanicus
- Океанник сіроспинний, Garrodia nereis
- Океанник білобровий, Pelagodroma marina
- Фрегета білочерева, Fregetta grallaria
- Фрегета чорночерева, Fregetta tropica (S)
- Качурка північна, Oceanodroma leucorhoa (S)

Пуфінурові (Pelecanoididae)
- Пуфінур георгійський, Pelecanoides georgicus
- Пуфінур великий, Pelecanoides urinatrix

## Пірникозоподібні(Podicipedidae)
Трапляється 4 види пірникоз.

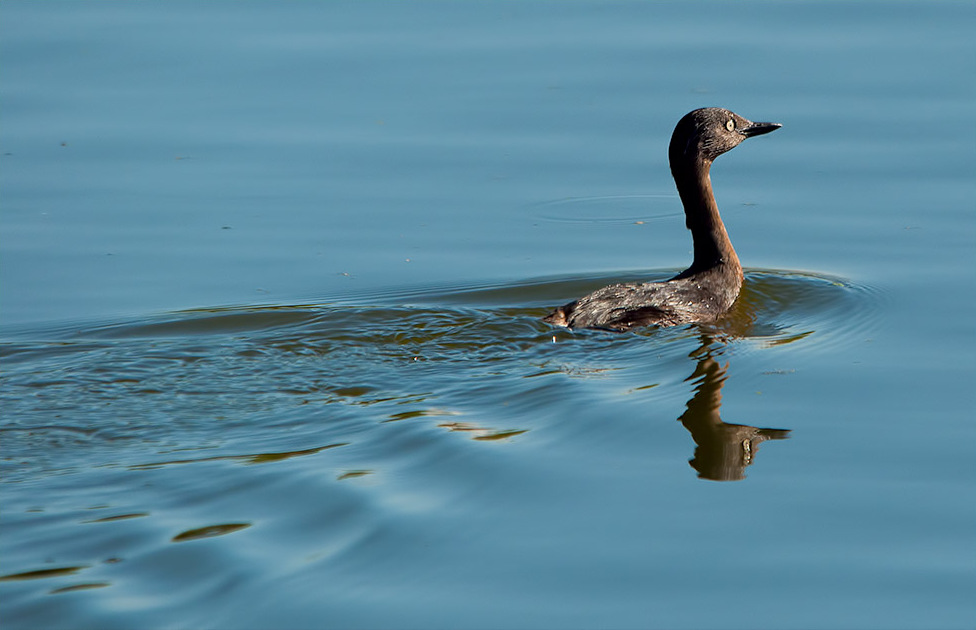
Poliocephalus rufopectus

- Пірникоза австралійська, Tachybaptus novaehollandiae
- Пірникоза сивоголова, Poliocephalus poliocephalus (S)
- Пірникоза новозеландська, Poliocephalus rufopectus (E)
- Пірникоза велика, Podiceps cristatus

## Пеліканоподібні(Pelecaniformes)

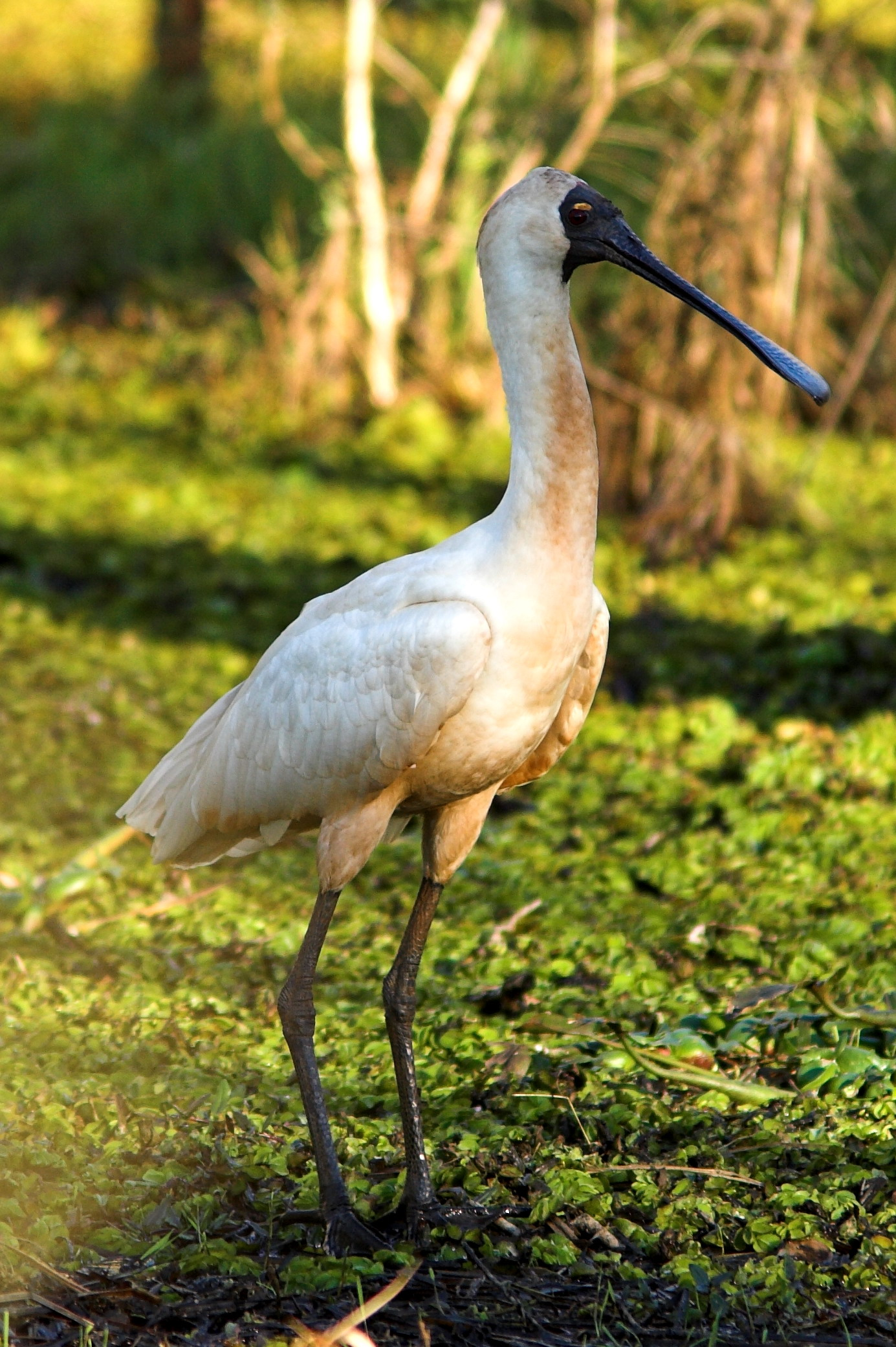
Косар королівський, Platalea regia

Трапляється 17 видів пеліканоподібних.
Ібісові (Threskiornithidae)
- Ібіс молуцький, Threskiornis molucca (S)
- Ібіс австралійський, Threskiornis spinicollis (S)
- Коровайка, Plegadis falcinellus (S)
- Косар королівський, Platalea regia
- Косар жовтодзьобий, Platalea flavipes (S)

Чаплеві (Ardeidae)
- Бугай австралійський, Botaurus poiciloptilus
- Бугайчик, Ixobrychus minutus (S)
- Бугайчик новозеландський, Ixobrychus novaezelandiae (E, W)
- Квак каледонський, Nycticorax caledonicus
- Чапля єгипетська, Bubulcus ibis
- Чапля білошия, Ardea pacifica (S)
- Чепура велика, Ardea alba
- Чепура середня, Egretta intermedia (S)
- Чепура австралійська, Egretta novaehollandiae
- Чепура мала, Egretta garzetta
- Чепура тихоокеанська, Egretta sacra

Пеліканові (Pelecanidae)
- Пелікан австралійський, Pelecanus conspicillatus

## Фаетоноподібні(Phaethontiformes)
- Фаетон червонохвостий, Phaethon rubricauda (S)
- Фаетон білохвостий, Phaethon lepturus (S)

## Сулоподібні(Suliformes)

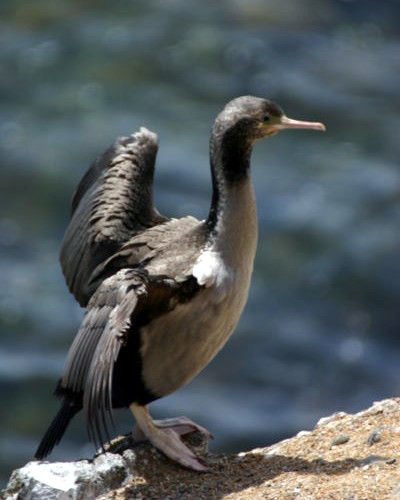
Phalacrocorax punctatus

В Новій Зеландії трапляється 18 видів сулоподібних.
Фрегатові (Fregatidae)
- Фрегат-арієль, Fregata minor (S)
- Фрегат тихоокеанський, Fregata ariel (S)

Сулові (Sulidae)
- Сула австралійська, Morus serrator
- Сула жовтодзьоба, Sula dactylatra (S)
- Сула білочерева, Sula leucogaster

Бакланові (Phalacrocoracidae)
- Баклан строкатий Phalarocorax melanoleucos
- Баклан індонезійський, Phalacrocorax sulcirostris
- Баклан австралійський, Phalacrocorax varius
- Баклан великий, Phalacrocorax carbo
- Баклан новозеландський, Phalacrocorax carunculatus (E)
- Баклан бронзовий, Phalacrocorax chalconotus (E)
- Баклан ракіурайський, Phalacrocorax stewarti (E)
- Баклан плямистий, Phalacrocorax onslowi (E)
- Баклан кемпбельський, Phalacrocorax campbelli (E)
- Баклан оклендський, Phalacrocorax colensoi (E)
- Баклан баунтійський, Phalacrocorax ranfurlyi (E)
- Баклан бурий, Phalacrocorax punctatus (E)
- Баклан чатемський, Phalacrocorax featherstoni (E)

Змієшийкові (Anhingidae)
- Змієшийка чорночерева, Anhinga melanogaster (S)

## Яструбоподібні(Accipitriformes)
Зафіксовано 2 види.
Яструбові (Accipitridae)

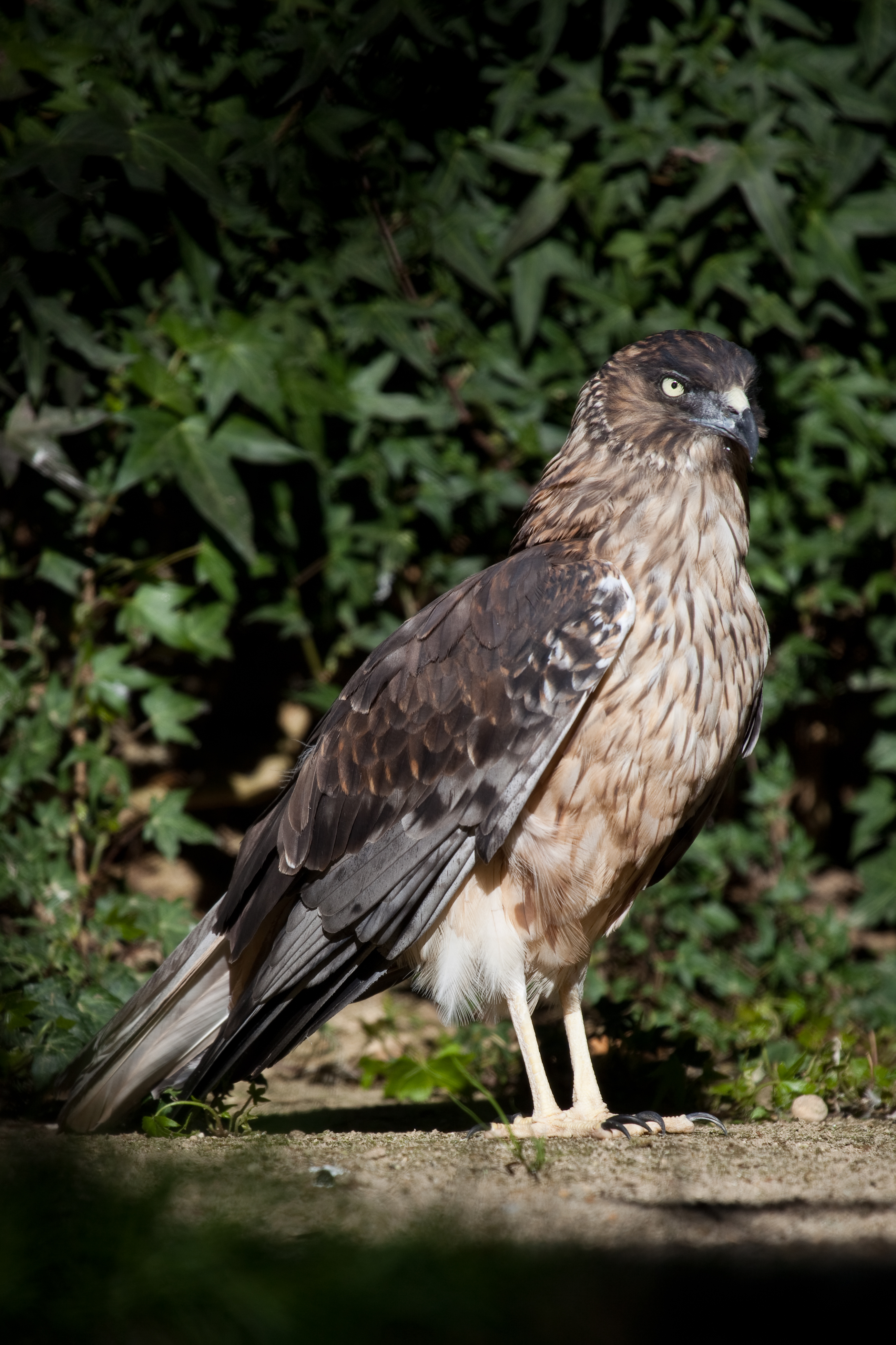
Circus approximans

- Шуліка чорний, Milvus migrans (S)
- Circus approximans

## Соколоподібні(Falconiformes)
Трапляється 3 види.
- Боривітер австралійський, Falco cenchroides (S)
- Сокіл новозеландський, Falco novaeseelandiae (E)
- Сокіл чорний, Falco subniger

## Журавлеподібні(Gruiformes)

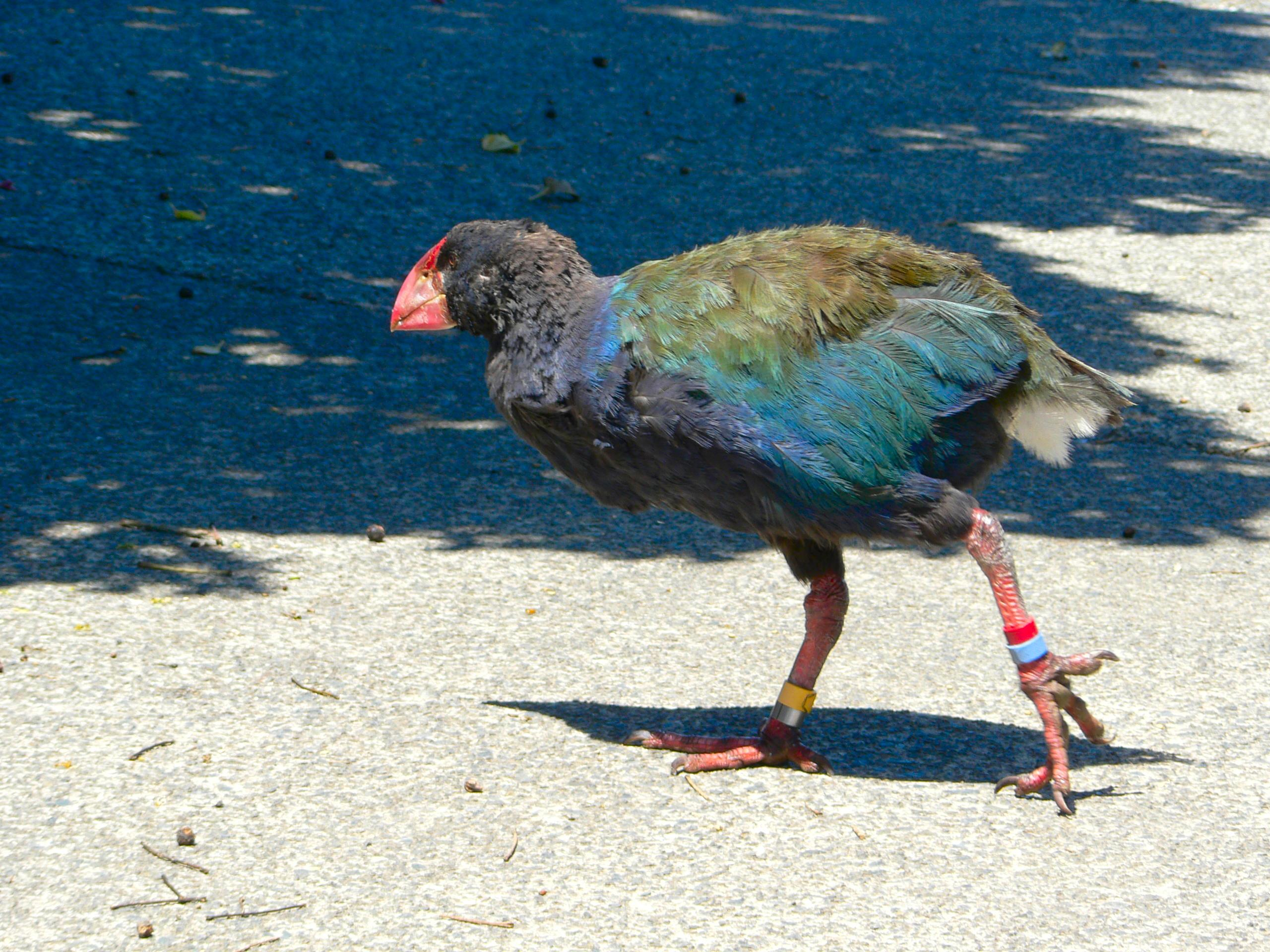
Такахе, Porphyrio hochstetteri'

Трапляється 15 видів журавлеподібних.
Пастушкові (Rallidae)
- Уека, Gallirallus australis (E)
- Пастушок смугастий, Gallirallus philippensis
- Пастушок Дифенбаха, Gallirallus dieffenbachii (E) (W)
- Пастушок чатамський, Gallirallus modestus (E) (W)
- Левінія маорійська, Lewinia muelleri (E)
- Деркач, Crex crex
- Погонич-крихітка, Porzana pusilla
- Porzana tabuensis
- Султанка, Porphyrio porphyrio
- Такахе, Porphyrio hochstetteri (E)
- Курочка чорна, Gallinula tenebrosa (S)
- Курочка чорнохвоста, Gallinula ventralis (S)
- Лиска, Fulica atra

Журавлеві (Gruidae)
- Журавель австралійський, Grus rubicunda (S)

## Сивкоподібні(Charadriiformes)

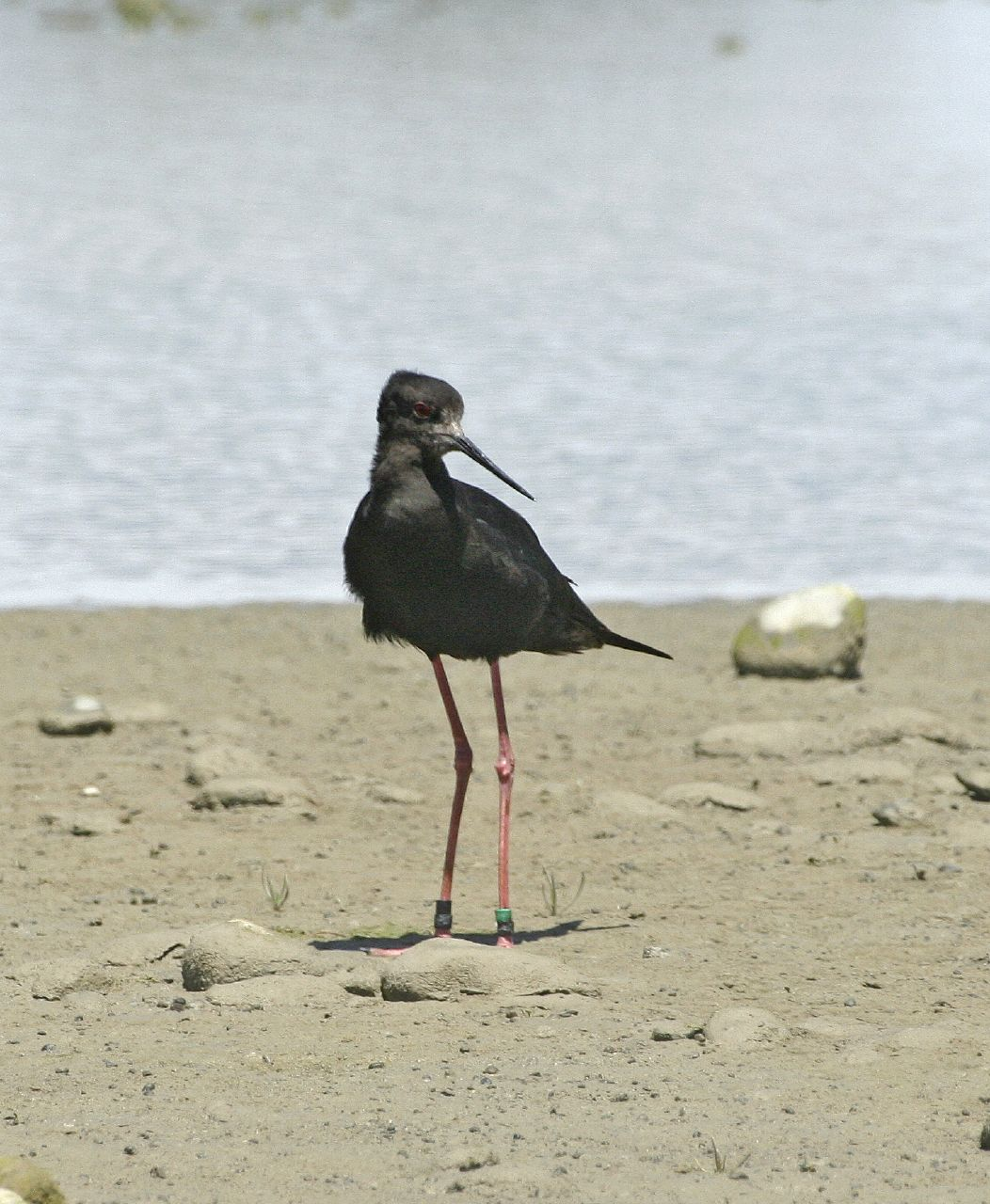
Кулик-довгоніг чорний, Himantopus novaezelandiae

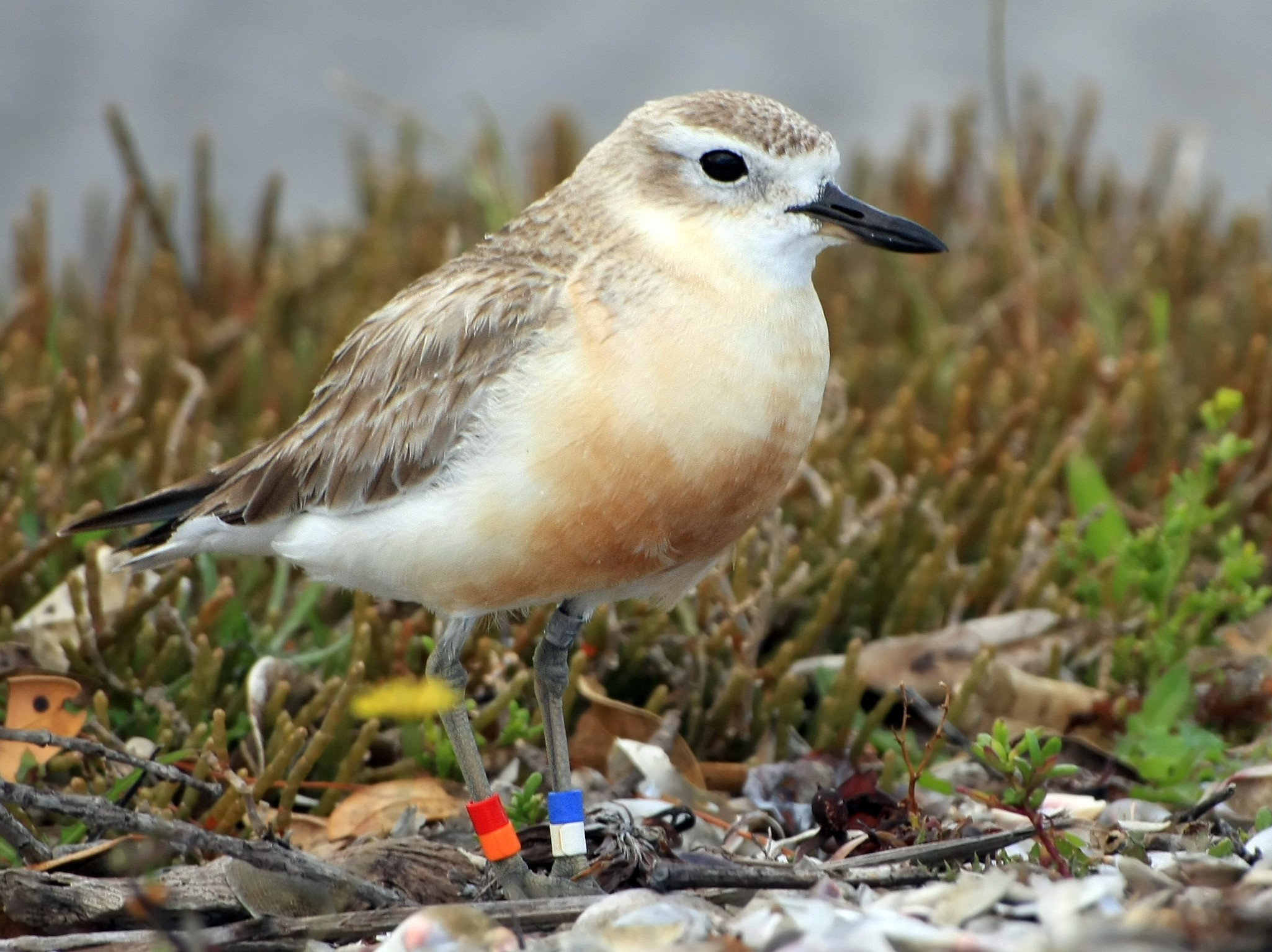
Charadrius obscurus

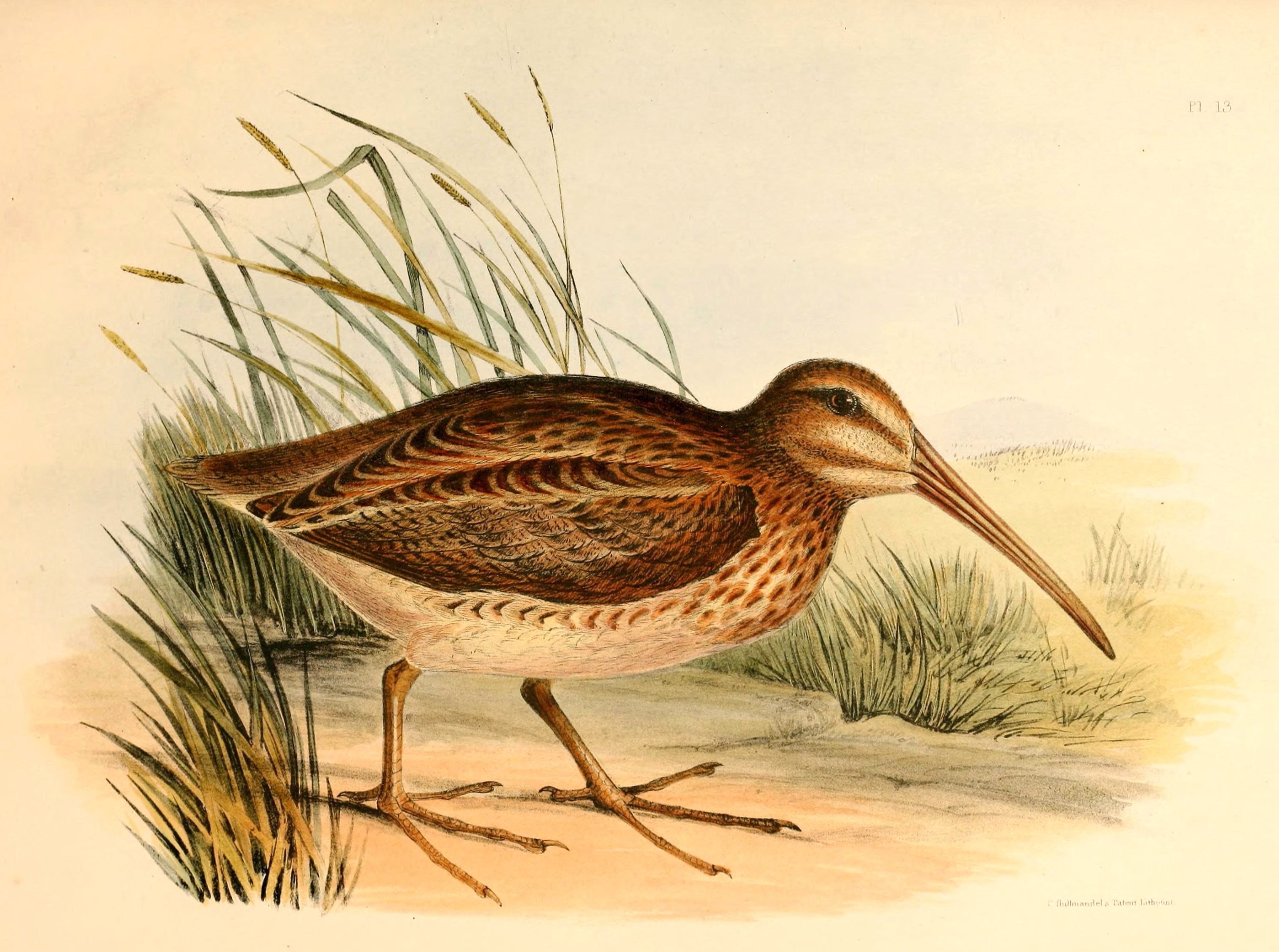
Coenocorypha aucklandica

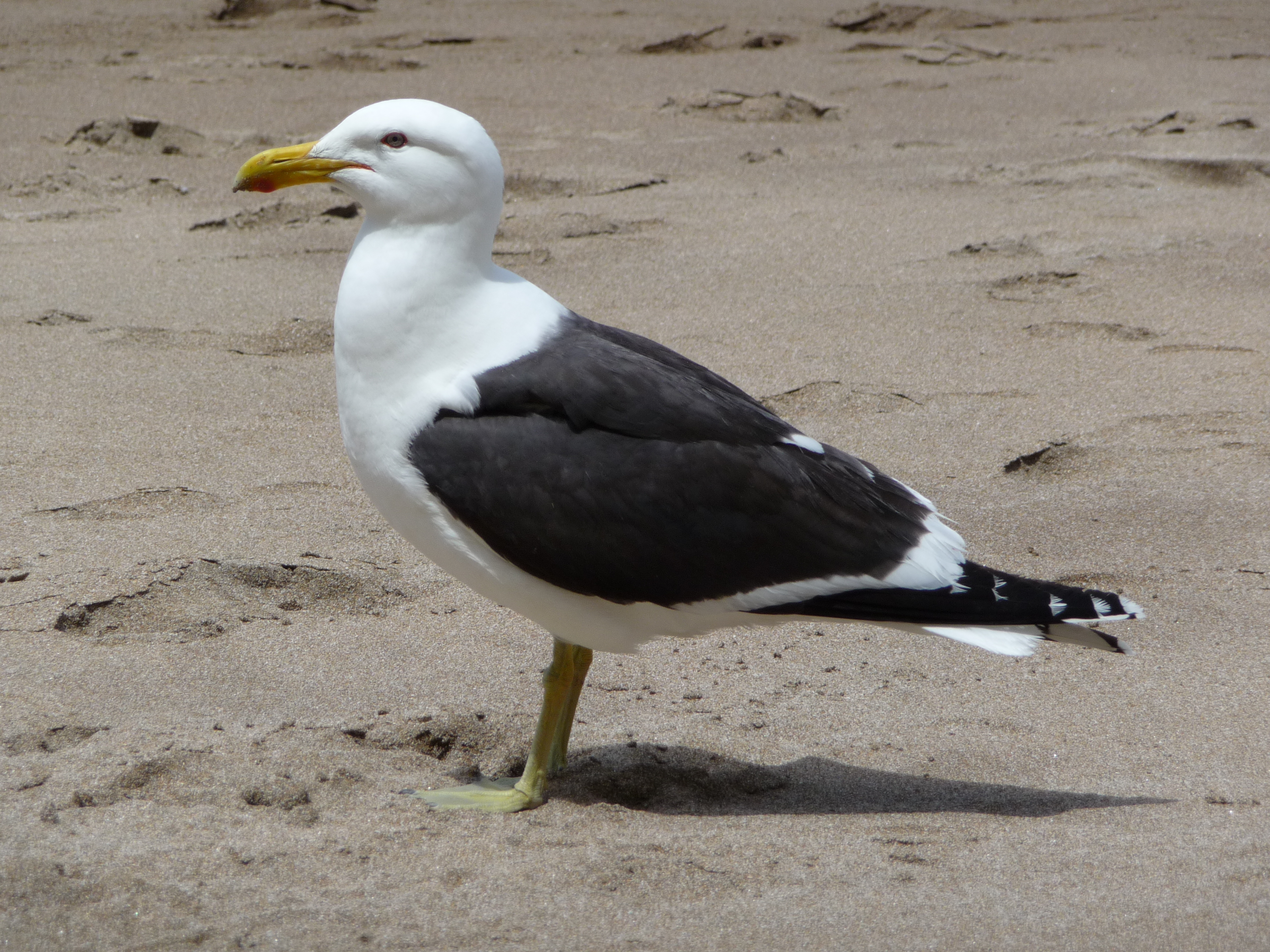
Мартин домініканський, Larus dominicanus

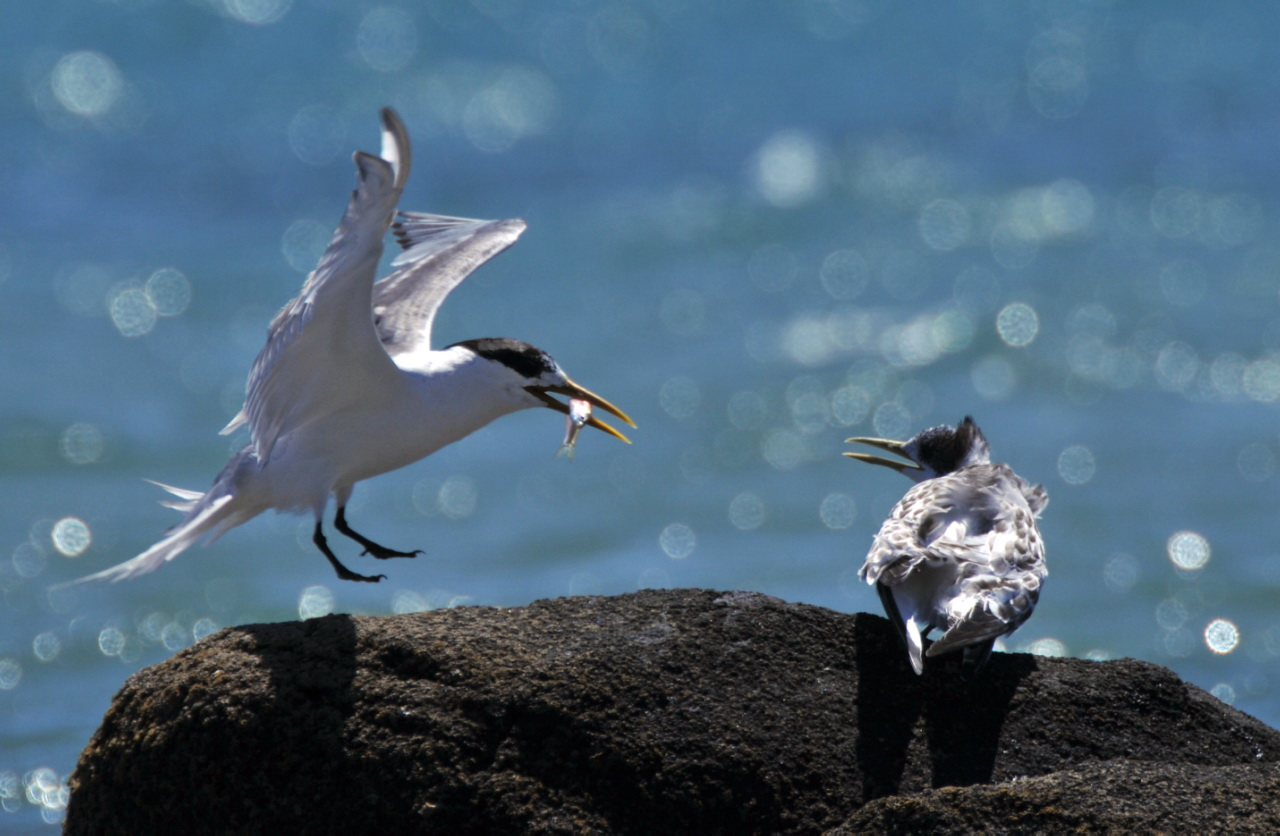
Sterna striata

В Новій Зеландії трапляється 88 видів сивкоподібних.
Чоботарові (Recurvirostridae)
- Кулик-довгоніг, Himantopus himantopus
- Кулик-довгоніг чорний, Himantopus novaezelandiae (E)
- Чоботар австралійський, Recurvirostra novaehollandiae (S)

Сивкові (Charadriidae)
- Чайка білошия, Vanellus miles
- Чайка чорногруда, Erythrogonys cinctus (S)
- Сивка бурокрила, Pluvialis fulva
- Сивка американська, Pluvialis dominica (S)
- Сивка морська, Pluvialis squatarola
- Пісочник маорійський, Charadrius obscurus (E)
- Пісочник великий, Charadrius hiaticula (S)
- Пісочник канадський, Charadrius semipalmatus (S)
- Пісочник рудоголовий, Charadrius ruficapillus (S)
- Пісочник рудоволий, Charadrius bicinctus
- Пісочник монгольський, Charadrius mongolus
- Пісочник товстодзьобий, Charadrius leschenaultii
- Пісочник довгоногий, Charadrius veredus (S)
- Пісочник чорнощокий, Thinornis novaeseelandiae (E)
- Пісочник чорнолобий, Elseyornis melanops
- Пісочник криводзьобий, Anarhynchus frontalis (E)

Мальованцеві (Rostratulidae)
- Мальованець афро-азійський, Rostratula benghalensis (S)

Баранцеві (Scolopacidae)
- Баранець чатемський, Coenocorypha pusilla (E)
- Баранець оклендський, Coenocorypha aucklandica (E)
- Баранець японський, Gallinago hardwickii (S)
- Неголь азійський, Limnodromus semipalmatus (S)
- Грицик великий, Limosa limosa
- Грицик канадський, Limosa haemastica
- Грицик малий, Limosa lapponica
- Кульон-крихітка, Numenius minutus (S)
- Кульон середній, Numenius phaeopus
- Кульон аляскинський, Numenius tahitiensis (S)
- Кульон східний, Numenius madagascariensis
- Коловодник ставковий, Tringa stagnatilis (S)
- Бартрамія, Bartramia longicauda (S)
- Коловодник великий, Tringa nebularia (S)
- Коловодник жовтоногий, Tringa flavipes (S)
- Мородунка, Xenus cinereus (S)
- Набережник, Actitis hypoleucos (S)
- Коловодник попелястий, Tringa brevipes
- Коловодник аляскинський, Heteroscelus incanus (S),
- Крем'яшник звичайний, Arenaria interpres
- Побережник великий, Calidris tenuirostris (S)
- Побережник ісландський, Calidris canutus
- Побережник білий, Calidris alba
- Побережник аляскинський, Calidris mauri (S)
- Побережник рудоголовий, Calidris ruficollis
- Побережник малий, Calidris minuta (S)
- Побережник-крихітка, Calidris minutilla (S)
- Побережник білогрудий, Calidris fuscicollis (S)
- Побережник канадський, Calidris bairdii (S)
- Побережник арктичний, Calidris melanotos (S)
- Побережник гострохвостий, Calidris acuminata
- Побережник червоногрудий, Calidris ferruginea
- Побережник чорногрудий, Calidris alpina
- Побережник болотяний, Limicola falcinellus
- Брижач, Philomachus pugnax
- Плавунець довгодзьобий, Phalaropus tricolor
- Плавунець круглодзьобий, Phalaropus lobatus
- Плавунець плоскодзьобий, Phalaropus fulicarius

Поморникові (Stercorariidae)
- Поморник антарктичний, Stercorarius maccormicki (S)
- Поморник фолклендський, Stercorarius antarcticus
- Поморник середній, Stercorarius pomarinus
- Поморник короткохвостий, Stercorarius parasiticus
- Поморник довгохвостий, Stercorarius longicaudus (S)

Дерихвостові (Glareolidae)
- Дерихвіст забайкальський, Glareola maldivarum

Мартинові (Laridae)
- Мартин домініканський, Larus dominicanus
- Мартин австралійський, Larus novaehollandiae
- Мартин чорнодзьобий, Larus bulleri (E)
- Мартин ставковий, Larus pipixcan (S)
- Крячок чорнодзьобий, Sterna nilotica (S)
- Крячок каспійський, Sterna caspia
- Крячок жовтодзьобий, Sterna bergii (S)
- Крячок білолобий, Sterna striata (E)
- Крячок річковий, Sterna hirundo (S)
- Крячок полярний, Sterna paradisaea (S)
- Крячок антарктичний, Sterna vittata
- Крячок малий, Sterna albifrons
- Крячок австралійський, Sternula nereis
- Крячок бурокрилий (Onychoprion anaethetus) (S)
- Крячок строкатий, Sterna fuscata (S)
- Крячок новозеландський, Sterna albostriata (E)
- Крячок білощокий, Chlidonias hybrida (S)
- Крячок білокрилий, Chlidonias leucopterus (S)
- Крячок бурий, Anous stolidus (S)
- Крячок атоловий, Anous minutus (S)
- Крячок сірий, Procelsterna cerulea
- Крячок сірокрилий, Procelsterna albivitta
- Крячок білий, Gygis alba

## Голубоподібні(Columbiformes)

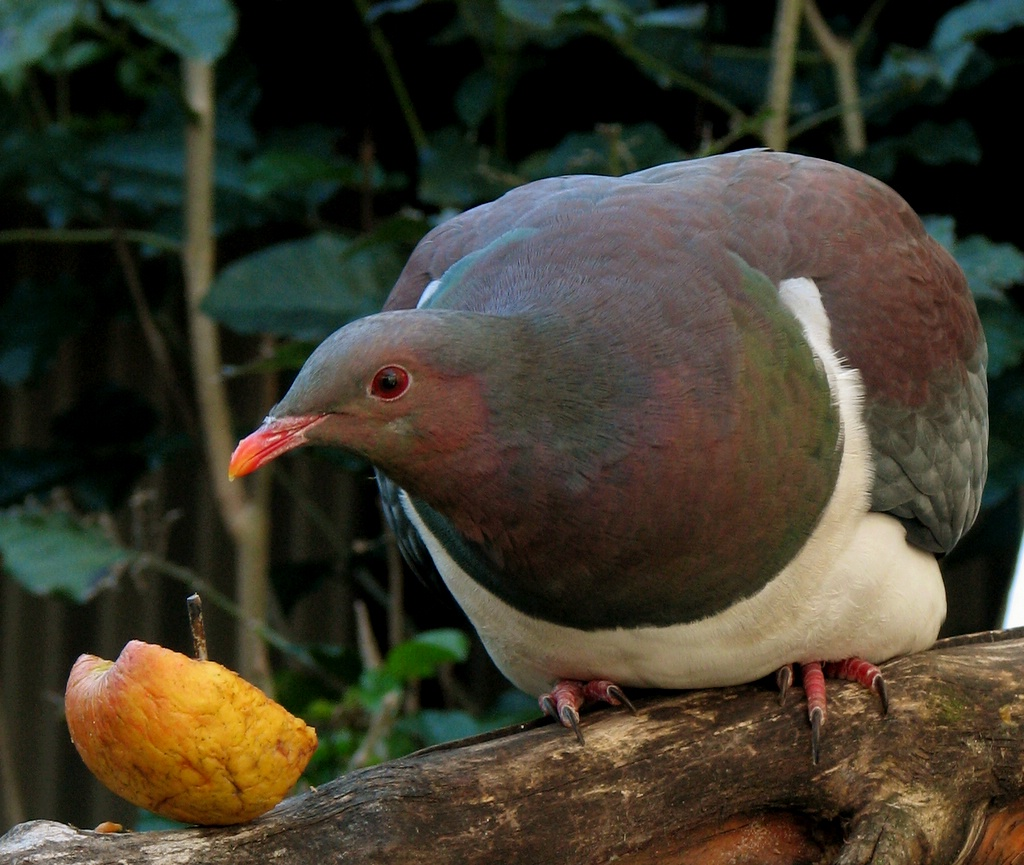
Пінон новозеландський, Hemiphaga novaeseelandiae

Трапляється 4 види голубів, з них лише один вид є аборигенним.
- Голуб сизий, Columba livia (I)
- Streptopelia roseogrisea (I)
- Горлиця китайська, Spilopelia chinensis (I)
- Пінон новозеландський, Hemiphaga novaeseelandiae (E)

## Папугоподібні(Psittaciformes)

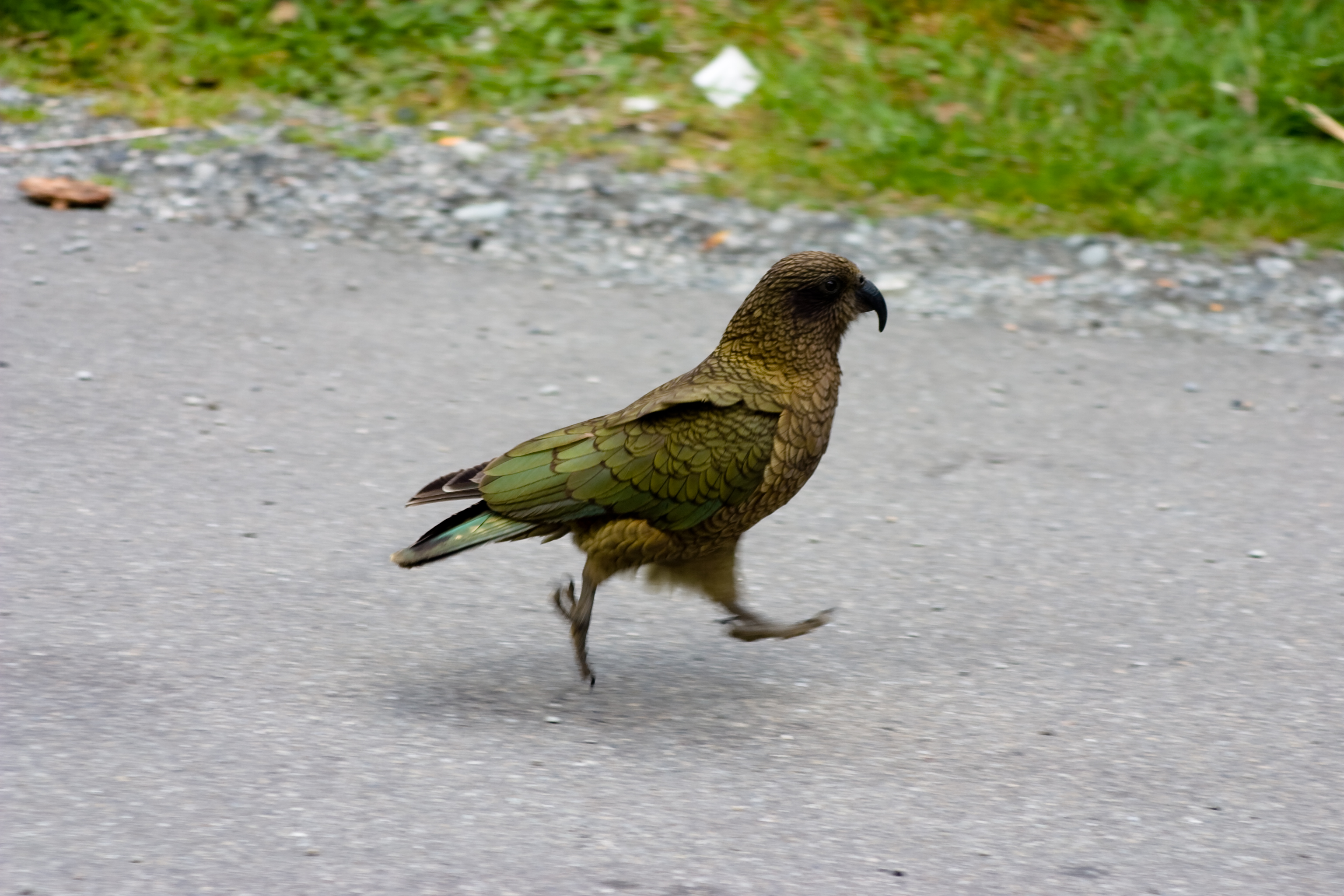
Кеа, Nestor notabilis

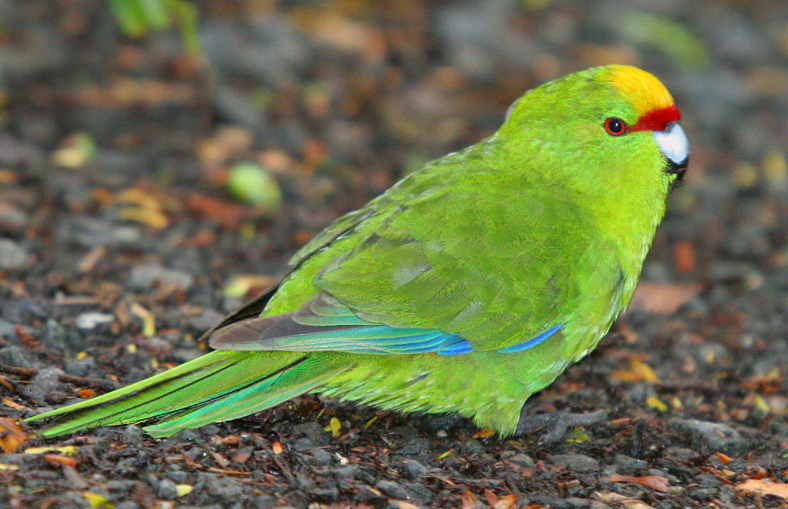
Cyanoramphus auriceps

В Новій Зеландії трапляється 12 видів папуг.
Несторові (Strigopidae)
- Кеа, Nestor notabilis (E)
- Нестор білоголовий, Nestor meridionalis (E)
- Какапо, Strigops habroptila (E)

Какадові (Cacatuidae)
- Какаду рожевий, Eolophus roseicapilla (I)
- Какаду жовточубий, Cacatua galerita (I)

Папугові (Psittacidae)
- Какарікі чатамський, Cyanoramphus forbesi (E)
- Какарікі антиподський, Cyanoramphus unicolor (E)
- Какарікі жовтолобий, Cyanoramphus auriceps (E)
- Какарікі малий, Cyanoramphus malherbi (E)
- Какарікі червонолобий, Cyanoramphus novaezelandiae
- Розела червона, Platycercus elegans (I)
- Розела білогорла, Platycercus eximius (I)

## Зозулеподібні(Cuculiformes)
Трапляється 6 видів зозулеподібних
Зозулеві (Cuculidae)
- Зозуля глуха, Cuculus saturatus (S)
- Зозуля бліда, Cacomantis pallidus (S)
- Кукавка віялохвоста, Cacomantis flabelliformis (S)
- Дідрик смугастощокий, Chrysococcyx lucidus
- Коель новозеландський, Urodynamis taitensis (E)
- Зозуля-велет, Scythrops novaehollandiae (S)

## Совоподібні(Strigiformes)
Трапляється 4 види совоподібних.
Сипухові (Tytonidae)
- Сипуха звичайна, Tyto alba (S)

Совові (Strigidae)
- Сич хатній, Athene noctua (I)
- Морепорк, Ninox novaeseelandiae

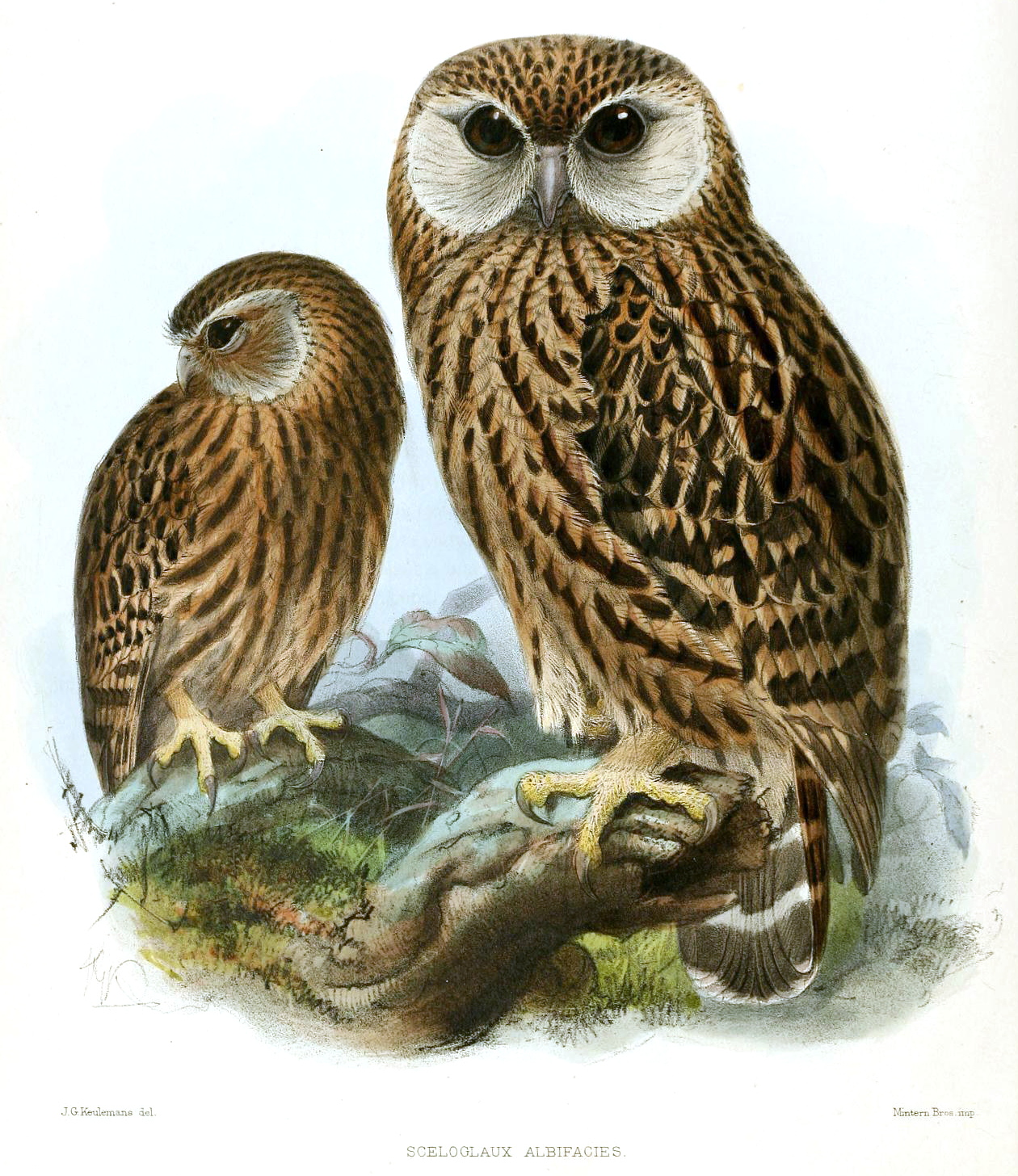
Сова новозеландська, Sceloglaux albifacies

- Сова новозеландська, Sceloglaux albifacies (E) (W)

## Серпокрильцеподібні(Apodiformes)
Серпокрильцеві (Apodidae)
- Колючохвіст білогорлий, Hirundapus caudacutus (S)
- Серпокрилець сибірський, Apus pacificus (S)

## Сиворакшоподібні(Coraciiformes)
Сиворакшові (Coraciidae)
- Широкорот східний, Eurystomus orientalis (S)
- Кукабара велика, Dacelo novaeguineae (I)

Рибалочкові (Alcedinidae)
- Альціон священний, Todiramphus sanctus

## Горобцеподібні(Passeriformes)

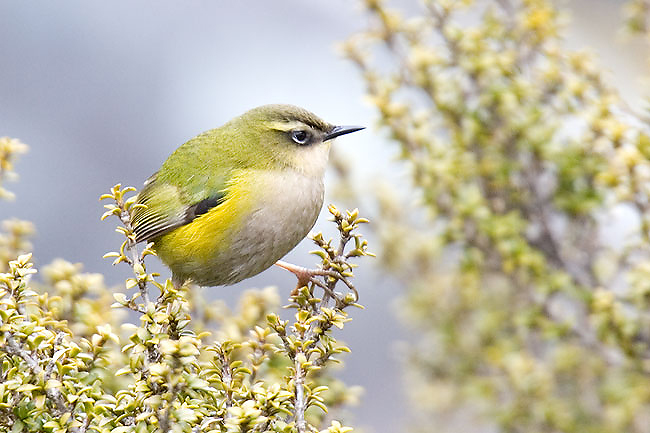
Гонець скельний, Xenicus gilviventris

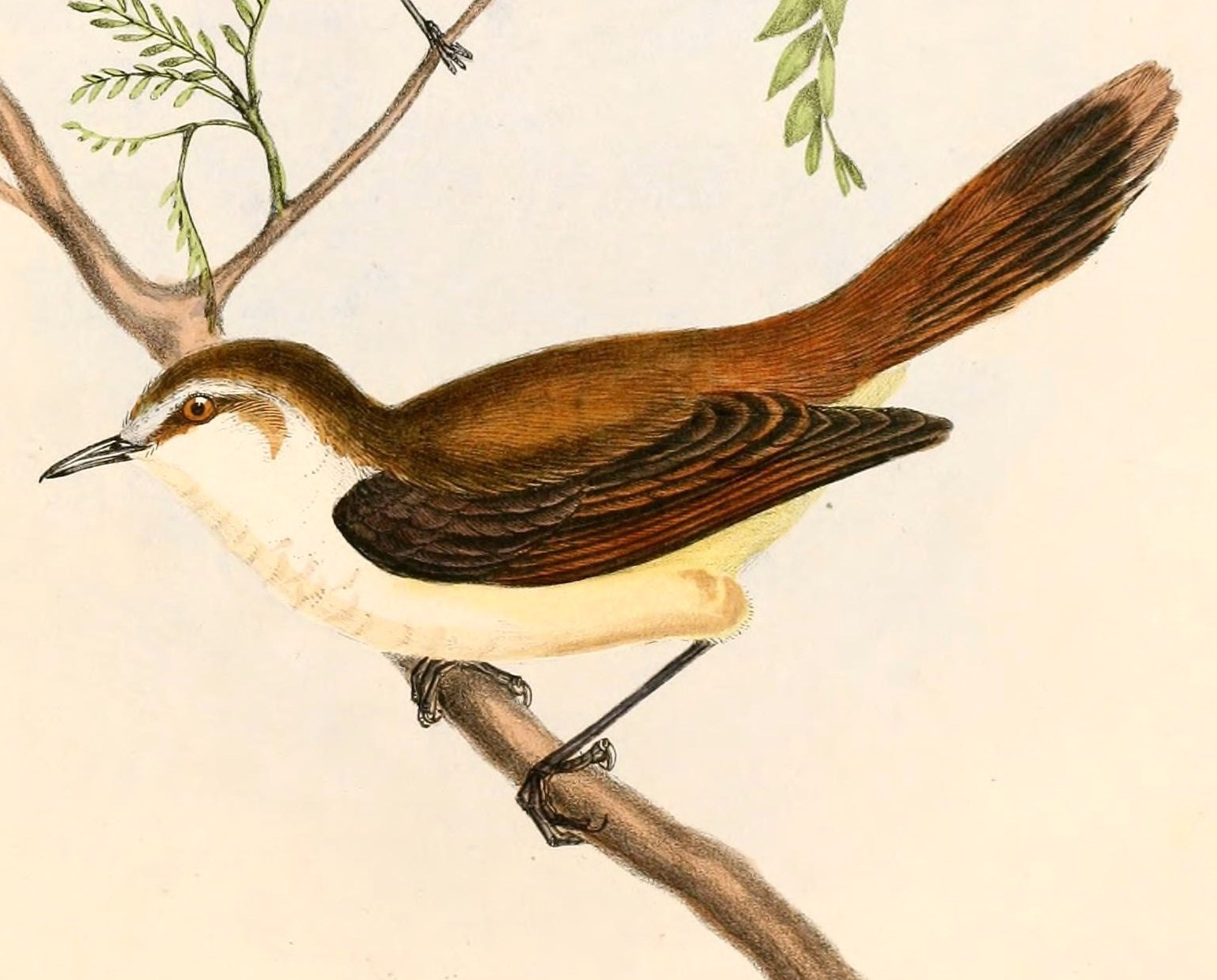
Gerygone albofrontata

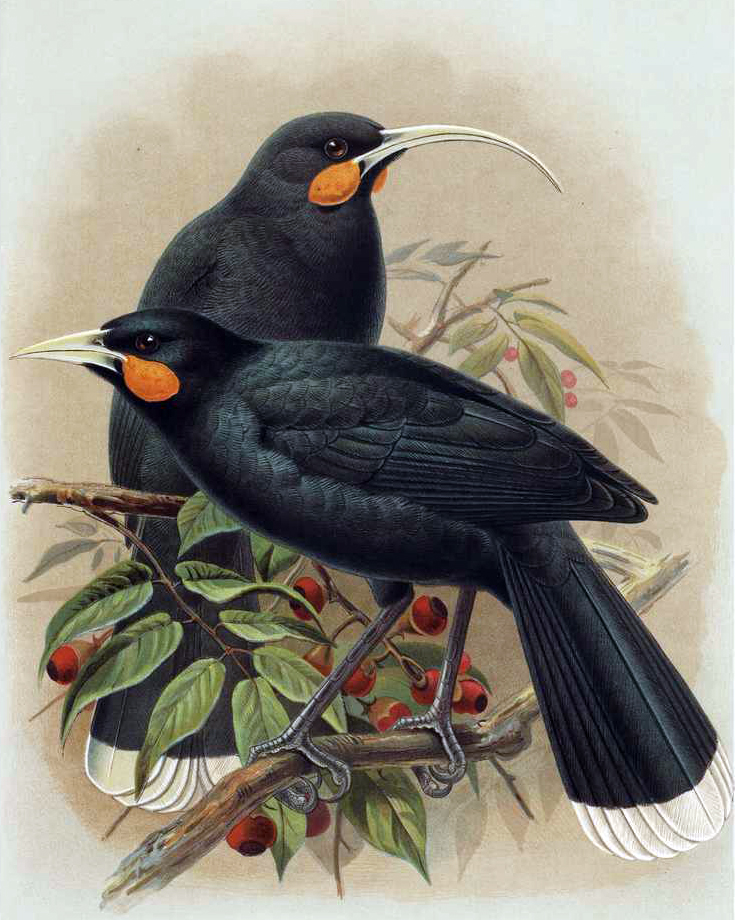
Гуйя різнодзьоба, Heteralocha acutirostris

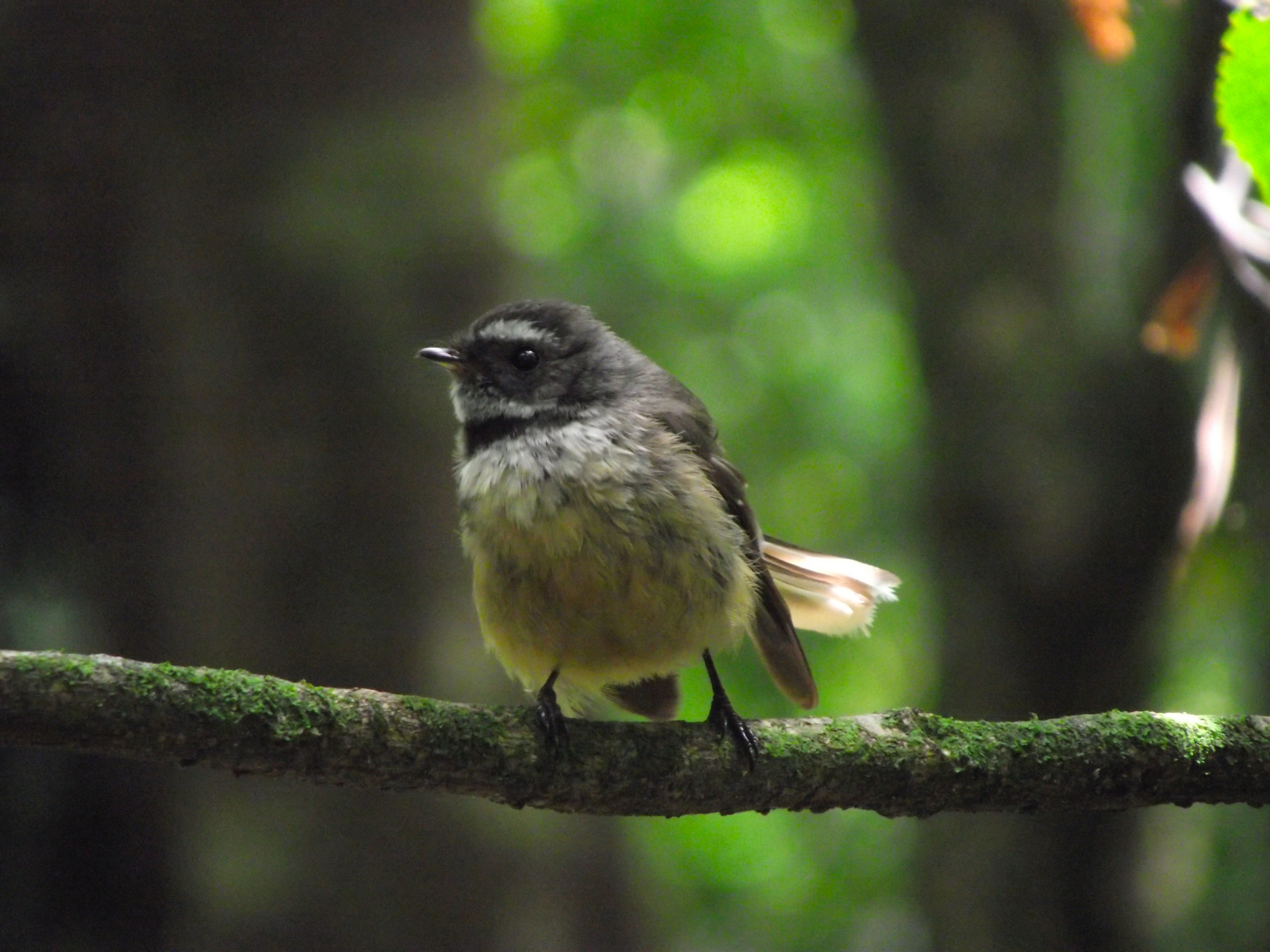
Rhipidura fuliginosa

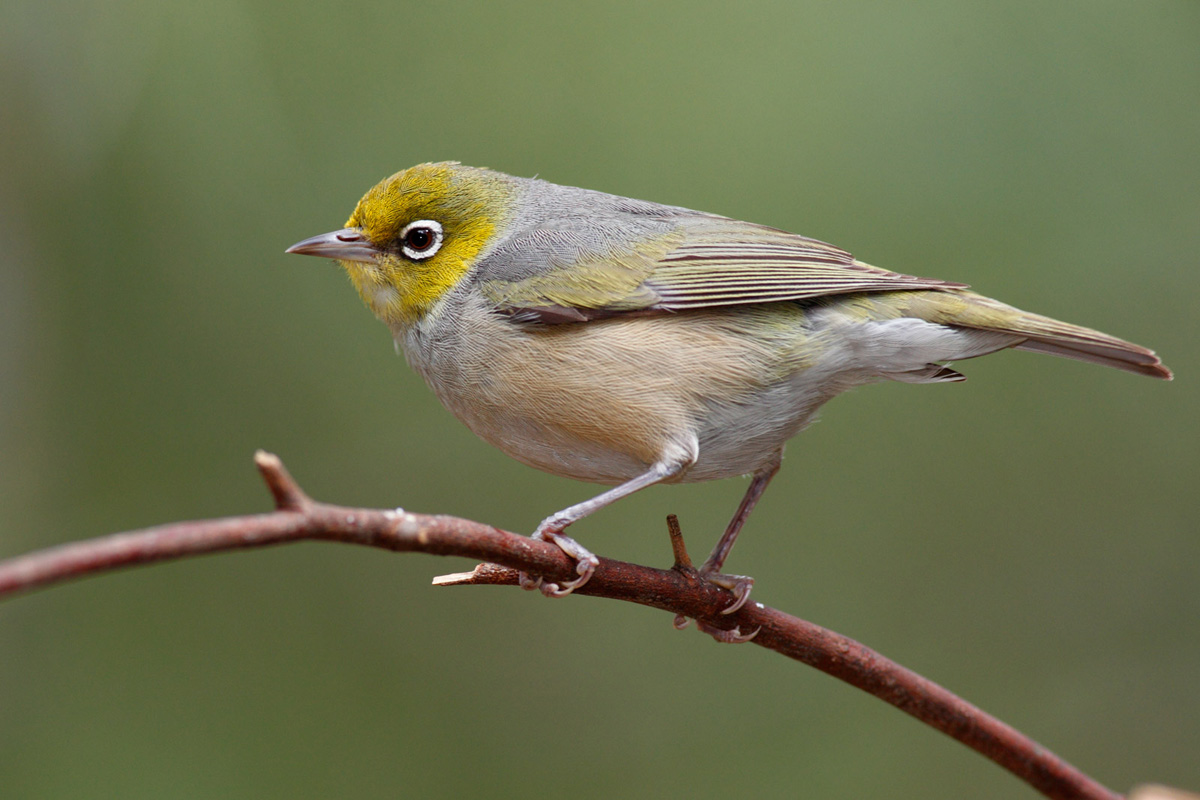
Zosterops lateralis

В Новій Зеландії трапляється 50 видів горобцеподібні.
Стрільцеві (Acanthisittidae)
- Стрілець, Acanthisitta chloris (E)
- Гонець чагарниковий, Xenicus longipes (Е) (Вт)
- Гонець скельний, Xenicus gilviventris (E)
- Гонець південний, Traversia lyalli (E) (W)

Медолюбові (Meliphagidae)
- Гигі, Notiomystis cincta (E)
- Макомако, Anthornis melanura (E)
- Пое, Prosthemadera novaeseelandiae (E)
- Медолюб-сережник середній, Anthochaera carunculata (S) — бродяжні птахи спостерігалися тричі за всю історію

Шиподзьобові (Acanthizidae)
- Ріроріро сірий, Gerygone igata
- Ріроріро чатамський, Gerygone albofrontata (E)
- Могуа жовтоголовий, Mohoua ochrocephala
- Могуа новозеландський, Finschia novaeseelandiae (E)

Коральникові (Callaeidae)
- Коральник червонощокий, Callaeas cinereus (E)
- Тіко південний, Philesturnus carunculatus (E)
- Гуйя різнодзьоба, Heteralocha acutirostris (E) (W)

Cracticidae
- Сорочиця велика, Gymnorhina tibicen (I)

Ланграйнові (Artamidae)
- Ланграйн масковий, Artamus personatus (S)
- Ланграйн білобровий, Artamus superciliosus (S)

Личинкоїдові (Campephagidae)
- Шикачик масковий, Coracina novaehollandiae (S)
- Оругеро австралійський, Lalage tricolor (S)

Вивільгові (Oriolidae)
- Піопіо південний, Turnagra capensis (E) (W)
- Піопіо північний, Turnagra tanagra

Віялохвісткові (Rhipiduridae)
- Віялохвістка новозеландська (Rhipidura fuliginosa) (E)

Монархові (Monarchidae)
- Міагра строката, Myiagra cyanoleuca (S)

Воронові (Corvidae)
- Грак, Corvus frugilegus (I)

Тоутоваєві (Petroicidae)
- Тоутоваї великоголовий, Petroica macrocephala (E)
- Тоутоваї білолобий, Petroica australis (E)
- Тоутоваї чатамський, Petroica traversi (E)
- Тоутоваї довгоногий, Petroica longipes (E)

Ластівкові (Hirundinidae)
- Ластівка австралійська, Hirundo neoxena
- Ясківка тасманійська, Petrochelidon ariel (S)
- Ясківка лісова, Petrochelidon nigricans (S)

Жайворонкові (Alaudidae)
- Жайворонок польовий, Alauda arvensis (I)

Бюльбюлеві (Pycnonotidae)
- Бюльбюль червоночубий, Pycnonotus cafer (I)

Кропив'янкові (Sylviidae)
- Матата строкатобока, Poodytes punctatus
- Очеретянка австралійська, Acrocephalus australis (S)

Окулярникові (Zosteropidae)
- Окулярник сивоспинний, Zosterops lateralis

Шпакові (Sturnidae)
- Майна індійська, Acridotheres tristis (I)
- Шпак звичайний, Sturnus vulgaris (I)

Дроздові (Turdidae)
- Дрізд чорний, Turdus merula (I)
- Дрізд співочий, Turdus philomelos (I)

Горобцеві (Passeridae)
- Горобець хатній, Passer domesticus (I)

Тинівкові (Prunellidae)
- Тинівка лісова, Prunella modularis (I)

Плискові (Motacillidae)
- Щеврик новозеландський, Anthus novaeseelandiae (E)

В'юркові (Fringillidae)
- Зяблик, Fringilla coelebs (I)
- Зеленяк, Carduelis chloris (I)
- Щиглик, Carduelis carduelis (I)
- Чечітка звичайна, Carduelis flammea (I)

Вівсянкові (Emberizidae)
- Вівсянка звичайна, Emberiza citrinella (I)
- Вівсянка городня, Emberiza cirlus (I)